# Donald P. Pray
Donald P. Pray, né en 1949, est un astronome amateur américain.

## Biographie
Le Centre des planètes mineures le crédite de la découverte de trois astéroïdes, effectuée entre 2000 et 2001.
L'astéroïde (35364) Donaldpray lui est dédié,.
| (42073) Noreen       | 2 janvier 2001   |
| (71971) Lindaketcham | 25 novembre 2000 |